# Campeonato europeo de hockey sobre patines masculino de 2006
El XLVII Campeonato europeo de hockey sobre patines masculino se celebró en Italia en 2006, con la participación de nueve Selecciones nacionales masculinas de hockey patines. Todos los partidos se disputaron en la ciudad de Monza, en el Pallazo dello Sport.

## Equipos participantes
|            |
| Alemania   |
| Austria    |
| Andorra    |
| España     |
| Francia    |
| Inglaterra |
| Italia     |
| Portugal   |
| Suiza      |

## Fase de grupos
Los equipos se repartieron entre tres grupos de tres selecciones cada uno. Se clasificaron para cuartos de final los dos primeros de cada grupo y los dos mejores terceros (solo el peor equipo estaba eliminado).

### Grupo A
| Equipo     | Pts | PJ | PG | PE | PP | GF | GC | DG  |
| ---------- | --- | -- | -- | -- | -- | -- | -- | --- |
| España     | 6   | 2  | 2  | 0  | 0  | 12 | 2  | +10 |
| Francia    | 3   | 2  | 1  | 0  | 1  | 7  | 4  | +3  |
| Inglaterra | 0   | 2  | 0  | 0  | 2  | 0  | 13 | -13 |

| Fecha      | Partido | Partido | Partido    | Resultado |
| ---------- | ------- | ------- | ---------- | --------- |
| 17.07.2006 | España  | -       | Inglaterra | 8-0       |
| 18.07.2006 | Francia | -       | Inglaterra | 5-0       |
| 19.07.2006 | España  | -       | Francia    | 4-2       |

### Grupo B
| Equipo   | Pts | PJ | PG | PE | PP | GF | GC | DG  |
| -------- | --- | -- | -- | -- | -- | -- | -- | --- |
| Italia   | 6   | 2  | 2  | 0  | 0  | 11 | 1  | +10 |
| Alemania | 3   | 2  | 1  | 0  | 1  | 6  | 10 | -4  |
| Austria  | 0   | 2  | 0  | 0  | 2  | 3  | 9  | -6  |

| Fecha      | Partido  | Partido | Partido  | Resultado |
| ---------- | -------- | ------- | -------- | --------- |
| 17.07.2006 | Italia   | -       | Alemania | 7-1       |
| 18.07.2006 | Alemania | -       | Austria  | 5-3       |
| 19.07.2006 | Italia   | -       | Austria  | 4-0       |

### Grupo C
| Equipo   | Pts | PJ | PG | PE | PP | GF | GC | DG  |
| -------- | --- | -- | -- | -- | -- | -- | -- | --- |
| Portugal | 6   | 2  | 2  | 0  | 0  | 10 | 0  | +10 |
| Suiza    | 3   | 2  | 1  | 0  | 1  | 4  | 9  | -5  |
| Andorra  | 0   | 2  | 0  | 0  | 2  | 2  | 7  | -5  |

| Fecha      | Partido  | Partido | Partido | Resultado |
| ---------- | -------- | ------- | ------- | --------- |
| 17.07.2006 | Portugal | -       | Andorra | 3-0       |
| 18.07.2006 | Portugal | -       | Suiza   | 7-0       |
| 19.07.2006 | Suiza    | -       | Andorra | 4-2       |

## Fase final

### Eliminatorias por el título
|  | Cuartos de final    | Cuartos de final    |        |          | Semifinales         | Semifinales         |          |              | Final               | Final               |  |
|  | 20 de julio de 2006 | 20 de julio de 2006 |        |          | 21 de julio de 2006 | 21 de julio de 2006 |          |              | 22 de julio de 2006 | 22 de julio de 2006 |  |
|  |                     |                     |        |          |                     |                     |          |              |                     |                     |  |
|  |                     |                     |        |          |                     |                     |          |              |                     |                     |  |
|  | Portugal            | 24                  |        |          |                     |                     |          |              |                     |                     |  |
|  | Portugal            | 24                  |        |          |                     |                     |          |              |                     |                     |  |
|  | Austria             | 0                   |        |          |                     |                     |          |              |                     |                     |  |
|  | Austria             | 0                   |        | Portugal | 1                   |                     |          |              |                     |                     |  |
|  |                     |                     |        | Portugal | 1                   |                     |          |              |                     |                     |  |
|  |                     |                     | España | 5        |                     |                     |          |              |                     |                     |  |
|  | España              | 10                  | España | 5        |                     |                     |          |              |                     |                     |  |
|  | España              | 10                  |        |          |                     |                     |          |              |                     |                     |  |
|  | Alemania            | 0                   |        |          |                     |                     |          |              |                     |                     |  |
|  | Alemania            | 0                   |        |          |                     |                     |          | España       | 2                   |                     |  |
|  |                     |                     |        |          |                     |                     |          | España       | 2                   |                     |  |
|  |                     |                     | Suiza  | 0        |                     |                     |          |              |                     |                     |  |
|  | Italia              | 11                  | Suiza  | 0        |                     |                     |          |              |                     |                     |  |
|  | Italia              | 11                  |        |          |                     |                     |          |              |                     |                     |  |
|  | Andorra             | 1                   |        |          |                     |                     |          |              |                     |                     |  |
|  | Andorra             | 1                   |        | Italia   | 2 (3)               |                     |          | Tercer lugar | Tercer lugar        |                     |  |
|  |                     |                     |        | Italia   | 2 (3)               |                     |          | Tercer lugar | Tercer lugar        |                     |  |
|  |                     |                     | Suiza  | 2 (5)    |                     |                     |          |              |                     |                     |  |
|  | Francia             | 3                   | Suiza  | 2 (5)    |                     |                     | Portugal | 5            |                     |                     |  |
|  | Francia             | 3                   |        |          |                     |                     | Portugal | 5            |                     |                     |  |
|  | Suiza               | 4                   |        |          |                     |                     |          |              | Italia              | 4                   |  |
|  | Suiza               | 4                   |        |          |                     |                     |          |              | Italia              | 4                   |  |
|  |                     |                     |        |          |                     |                     |          |              |                     |                     |  |

### 5º al 9º
Se disputó un torneo de clasificación con las selecciones no clasificadas para semifinales. Se respetaron los resultados de los partidos ya jugados en la fase de grupos  (marcados con un *).
| Equipo     | Pts | PJ | PG | PE | PP | GF | GC | DG  |
| ---------- | --- | -- | -- | -- | -- | -- | -- | --- |
| Francia    | 12  | 4  | 4  | 0  | 0  | 18 | 2  | +16 |
| Inglaterra | 9   | 4  | 3  | 0  | 1  | 15 | 12 | +3  |
| Alemania   | 6   | 4  | 2  | 0  | 2  | 7  | 7  | 0   |
| Andorra    | 3   | 4  | 1  | 0  | 3  | 13 | 10 | +3  |
| Austria    | 0   | 4  | 0  | 0  | 4  | 10 | 32 | -22 |

|            | Bandera de Inglaterra | Bandera de Austria | Bandera de Francia | Bandera de Alemania | Bandera de Andorra |
| ---------- | --------------------- | ------------------ | ------------------ | ------------------- | ------------------ |
| Inglaterra |                       |                    |                    |                     |                    |
| Austria    | 4-10                  |                    |                    |                     |                    |
| Francia    | 5-0 (*)               | 8-0                |                    |                     |                    |
| Alemania   | 1-2                   | 5-3 (*)            | 0-2                |                     |                    |
| Andorra    | 2-3                   | 9-3                | 2-3                | 0-1                 |                    |

## Clasificación final
| 1. España     |
| 2. Suiza      |
| 3. Portugal   |
| 4. Italia     |
| 5. Francia    |
| 6. Inglaterra |
| 7. Alemania   |
| 8. Andorra    |
| 9. Austria    |